# Scorbus
En el fandom de Harry Potter, Scorbus, también conocido como Albus Potter/Scorpius Malfoy, es la pareja o ship de los personajes ficticios Albus Severus Potter y Scorpius Malfoy, personajes principales en la obra de teatro de 2016 Harry Potter y el legado maldito de la franquicia Harry Potter. Es una forma de shipping ya que los dos personajes inicialmente solo eran amigos en el canon. Tras acusaciones de queerbaiting, una revisión posterior de la obra hizo más explícita la relación romántica entre ambos personajes.

## Contexto
La obra gira en torno a la relación entre los dos personajes, que tienen 11 años al comienzo y 15 al final. Albus es el hijo de Harry Potter, mientras que Scorpius es el hijo del enemigo de Harry, Draco Malfoy. Los dos se conocen por primera vez en el tren a Hogwarts, donde Albus y Rose Granger-Weasley encuentran a Scorpius sentado solo en un compartimento. Albus se ofrece a sentarse con él, mientras que Rose evita a Scorpius por ser hijo de Draco. Más tarde, ambos son seleccionados para Slytherin. Con el paso de los años, Albus lucha con ser impopular y Scorpius, que sufre rumores que lo implican como hijo de Lord Voldemort, es la única persona en la que puede confiar. Cuando Albus abraza a Scorpius, este último dice: «Hola. Eh. ¿Nos hemos abrazado antes? ¿Esto es algo que hacemos?». Después de que Albus regresa de su primer viaje en el tiempo con Scorpius herido, Harry le advierte que se mantenga alejado de Scorpius. Albus se niega, llamando a Scorpius su «mejor» y «único» amigo. Harry entonces usa el Mapa del Merodeador para seguir a Albus, obligándolo a evitar a Scorpius. Eventualmente se encuentran en la biblioteca, donde Albus llama a Scorpius amable «hasta lo más profundo de [su] ser, hasta la punta de [sus] dedos» y la «mejor» persona que conoce. Los dos se abrazan nuevamente y se sonríen después.
Aja Romano de Vox escribe: «En la obra, los dos chicos están completamente dedicados el uno al otro. Se dan abrazos largos y sensuales. Están celosos de relaciones competidoras y no están dispuestos a separarse». En una escena, Scorpius ve a Albus conversando con una chica y el guion señala que «una parte de él lo disfruta y otra no». En otra, el amor de Scorpius por Albus es comparado por un personaje con la adoración romántica canónica que Severus Snape tenía por Lily Potter. Sin embargo, Scorpius expresa interés romántico en Rose, quien responde tímidamente a sus avances al final de la obra.
Más adelante en la obra, Scorpius usa el giratiempo, alterando accidentalmente la línea temporal de modo que Lord Voldemort mata a Harry, causando que Albus deje de existir. En esta línea temporal, Scorpius está «viviendo en la cima de una jerarquía social con considerable poder e influencia». Sin embargo, Scorpius elige regresar a la línea temporal original. El Snape de esta línea temporal observa que está «renunciando» a su «reino» por Albus, mientras que Delphi Diggory le dice: «Albus te necesita, Scorpius. Eso es algo maravilloso… Ustedes dos pertenecen el uno al otro». Tras el regreso de Albus, Scorpius dice que ama su «humor seco y tan Albus». En la última escena en la que aparecen juntos los dos personajes, Scorpius le dice a Albus que invitará a salir a Rose y que, independientemente de su respuesta, eso será «la semilla que germinará hasta convertirse en nuestro matrimonio». Se abrazan nuevamente y Albus dice: «¿Qué es esto? ¿No habíamos decidido que no nos abrazábamos?». Scorpius entonces dice que «no estaba seguro. Si deberíamos. En esta nueva versión de nosotros que tenía en mi cabeza».
Existen muchas piezas de fanfiction para este ship que preceden a la obra por varios años.
Jessica Seymour escribe que la obra «privilegia la amistad adolescente como la fuente y catalizador del poder a través de una representación compleja de los efectos de la amistad en un arco narrativo de principio a fin». Argumenta que la amistad entre los dos personajes «impulsa la narrativa hacia una relación más colaborativa y de apoyo entre los demográficos».
En una revisión del guion de la obra, una escena ampliada al final mostró una conversación entre Harry y Albus, en la que este último le dice al primero que Scorpius es la persona «más importante» en su vida y que podría seguir siéndolo. Harry responde sonriendo, reconociendo esto y expresando su apoyo. La escena en la que Albus y Scorpius hablaban de novias también fue eliminada.

## Análisis y recepción
A propósito de una discusión entre Albus y su padre debido a la incapacidad del primero para cumplir las expectativas de este último, Brian Murray de la Universidad de Pittsburgh escribe que su «lenguaje es particularmente reminiscentes de narrativas de salida del armario gay, cuyo vernáculo enfatiza de manera similar una incapacidad para cambiar en respuesta al rechazo parental». Murray escribe: «Él tiene experiencias diferentes a las de quienes lo rodean, particularmente su familia. Esta diferencia lleva al aislamiento de Albus y al conflicto con su padre, quien inútilmente desea que su hijo sea diferente. Este conflicto opera de la misma manera que un niño queer existe en un entorno heteronormativo sofocante». Argumenta que la relación entre Albus y Scorpius está «profundamente entretejida» y «se basa en y parece corregir algunos de los elementos prejuiciosos anteriores», este último punto en referencia a que Draco había sido previamente representado como un «matón racista y elitista». Gavia Baker-Whitelaw de The Daily Dot describió el ship como el Drarry (el ship entre Harry y Draco) de la «nueva generación». Marthe-Siobhán Hecke argumenta que las luchas de Albus con las expectativas de la sociedad y de su padre sobre él «podrían interpretarse como la lucha de personas tratando de aceptar su identidad y específicamente su sexualidad».
Murray sostiene que el énfasis de la obra en el «poder de la empatía y la compasión hace que Scorpius elija su amor por Albus sobre un gran beneficio personal». Escribe que su amistad es «distinta en su profundidad y su no normatividad» y que «rompe con formas anteriores de amistades masculinizadas, abriendo camino a nuevas posibilidades queer». Con respecto a la respuesta de Scorpius al abrazo de Albus, Murray argumenta que «tiene poco propósito más allá de evocar incomodidad y malestar». Escribe que «parece fuera de lugar, dada la libertad con la que anteriormente habían expresado su afecto en forma de palabras» y que la «clara incomodidad refuerza la masculinidad tradicional, disipando cualquier posibilidad de que estos personajes sean homosexuales». Sobre la relación entre Scorpius y Rose, Murray escribe que es una «pareja romántica increíblemente apresurada y sin motivación» y que la «expectativa repentina del público/lector de aceptar esta nueva posibilidad romántica es desconcertante». Concluye que la «historia de Scorpius y Albus termina en un momento de masculinidad protectora, un momento que de otra manera podría haber sido un nuevo terreno para Harry Potter». Sin embargo, Hecke sugiere que su abrazo inicial podría leerse como Albus expresando su «necesidad de ser consolado por la única persona que lo entiende», o que «también podría ser más que un gesto de entendimiento entre amigos, especialmente porque la experiencia es incómoda para ambos».
Baker-Whitelaw escribe que la relación de los personajes es «afectuosa e intensamente emocional» y «puede interpretarse fácilmente como un precursor juvenil del romance». También comparó la expresión de celos de Scorpius cuando Albus está con Delphi, comparándola con las discusiones de los personajes Ron Weasley y Hermione Granger, quienes eventualmente entran en una relación romántica. Baker-Whitelaw argumenta que la relación «resalta involuntariamente la falta de personajes queer en la serie» y que «se siente como una oportunidad perdida, no menos porque las relaciones entre personas del mismo sexo a menudo se enmarcan como “clasificadas para adultos”». Concluye que «habría sido revolucionario ver a Scorpius teniendo un enamoramiento por Albus de manera similar a su enamoramiento por Rose, pero aparentemente cuando se trata de los guiños al fanfic presentes en El legado maldito, la representación queer fue un paso demasiado lejos». Hecke argumenta que, aunque los celos de Scorpius hacia Delphi por hablar con Albus podrían significar que «no le gusta porque quiere seguir siendo su único amigo», también podría implicar que Scorpius «parcialmente disfruta ver a Albus interesado en una chica y simultáneamente le disgusta que Albus se comporte de acuerdo con la matriz heteronormativa».
Hecke califica la expresión abierta de Scorpius de su adoración por la personalidad de Albus como una «declaración que tal vez no se esperaría de un adolescente de quince años». Argumenta que, aunque la escena final «finalmente socava la queeridad tentativamente establecida y retoma una postura heteronormativa», el último abrazo del par podría significar que han «decidido que el contacto físico entre dos hombres no es algo de lo que avergonzarse (en desafío al pánico homosexual)» o que han «aceptado sus sentimientos románticos el uno por el otro», y que la escena «podría entenderse como que han aceptado ya sea una amistad que permite cierta intimidad, o incluso un interés sexual no platónico». Hecke señala que su relación es más compleja y ambigua que la de Ron y Harry, quienes «parecían estar a gusto en su comportamiento el uno hacia el otro y en su interés por las chicas».
Según Marion Gymnich, Denise Burkhard y Hanne Birk, ambos personajes ya se habían vuelto populares en el fanfiction en el 2017, lo que escribieron que «presumiblemente en cierta medida se debe al hecho de que la presentación de estos chicos adolescentes permite una lectura queer, lo que se relaciona con la popularidad general del ‘slash’ en el fanfiction».

### Acusaciones de queerbaiting
Muchos fans LGBTQ+ de la franquicia acusaron a la obra de queerbaiting. Esto ocurrió tras el anuncio de que la sexualidad de Albus Dumbledore no sería explícitamente representada en Animales fantásticos: Los crímenes de Grindelwald. Descontentos con el estado canónico de la relación entre Albus y Scorpius, algunos fans comenzaron a reescribir ciertas partes de la obra para que los dos personajes terminen en una relación romántica. El director detrás de la puesta en escena inicial de la obra, John Tiffany, quien es gay, afirmó que aunque la obra es «una historia de amor entre Scorpius y Albus en muchos sentidos», no «sería apropiado» representar a los dos en una relación romántica explícita y que la obra no cuenta cómo Scorpius «va a continuar con el resto de su vida».
Romano escribió que las críticas se dirigieron a la «forma en que el guion dedica su tiempo a construir evidencia para una relación queer canónica entre los dos chicos, solo para retirarla brutalmente al final con una excusa endeble de “no homo”». Jessie Earl de The Advocate escribió que muchos fans vieron un «claro subtexto gay» entre Albus y Scorpius y que «a pesar de una escena entera dedicada a ellos simplemente dándose miradas de anhelo y otras en las que reafirman explícitamente su amor mutuo, la obra termina con ellos persiguiendo relaciones heterosexuales al azar». Opinó que esto «parece simple queerbaiting».
En defensa de lo que consideró «subtexto queer» en la relación entre Albus y Scorpius, Manuel Betancourt de Pacific Standard escribió que al permitir a las audiencias «disfrutar de la ambigüedad y de las señales subtextuales, Harry Potter y El legado maldito asume que tiene una audiencia conocedora, una que entiende que la gayidad no solo se trata de identidades legibles, sino de comportamientos interpretables; no solo de ondear banderas, sino de miradas furtivas», y que la «inversión y celebración del subtexto no tiene por qué ser antitética a una agenda progresista de representación LGBT».
Ilana Masad de The Guardian argumentó que la obra «debería celebrarse por lo que hace en la página: retratar una relación amorosa entre dos chicos, que pueden o no estar enamorados». Escribe: «La falta de representación de incluso una intimidad casual entre hombres puede ser una de las razones por las que los fans desean tan desesperadamente que estos personajes masculinos estén en relaciones románticas, lo que lleva a acusaciones de queerbaiting cuando no ven su fantasía contada oficialmente. Esto no quiere decir que el queerbaiting no sea real, pero hay una razón por la que vemos la cercanía entre hombres como casi intrínsecamente gay. Y eso es un problema en sí mismo». Masad concluye que la representación de una relación cercana e íntima es «aún progreso» incluso si no es «tan progresista como algunos podrían querer». En respuesta a Masad, Romano argumenta que el universo de Harry Potter «ya está lleno de amistades masculinas heterosexuales íntimas» que no tienen un subtexto homoerótico, a diferencia de la relación entre Albus y Scorpius. Comparándola con la de otros personajes de la serie, escribe que la relación es el «ejemplo de libro de texto del tipo de romance que se cultiva en Hogwarts y luego evoluciona en matrimonio después de la escuela».
Con respecto a la controversia, Romano opinó que la «abundante heterosexualidad del mundo mágico es la evidencia más condenatoria del fracaso del universo de Harry Potter para evolucionar». Señaló que la «ira» en el fandom de Harry Potter por la representación de la relación entre Albus y Scorpius era entonces «especialmente potente» ya que los fans «ya habían pasado años enfadados con Rowling por su tratamiento de otros personajes queer en sus libros». Además, escribió que la controversia representaba un «cambio cultural más amplio en el fandom hacia una representación matizada y un deseo de personajes diversos y construcción de mundos». Sobre la relación entre los personajes en sí, escribió que el «subtexto sexual ronda los bordes de las interacciones de Albus y Scorpius, mientras hacen avances torpes para explorar su sexualidad con chicas». Añadió que el interés de los personajes en chicas «parece añadido como una ocurrencia tardía, insertado a lo largo de la obra en momentos subdesarrollados y poco convincentes», con los avances de Scorpius hacia Rose siendo una versión problemática del tropo de «desgastar a la chica».
Ben Neutze de Time Out escribió que la obra «niega la dulce historia de amor queer incorporada en ella» y que «cada vez que se alude a un enamoramiento por una chica, parece que J.K. Rowling está gritando “¡no homo!” al público». En respuesta a la afirmación de Tiffany de que retratar a los dos personajes en una relación sería inapropiado, Neutze señala que Harry Potter y el cáliz de fuego, que tiene lugar cuando Harry tiene 15 años, representa varios romances. También argumentó que si es apropiado que Albus y Scorpius discutan sobre enamoramientos entre ellos, «no es menos apropiado reconocer cualquiera de los sentimientos que podrían tener el uno por el otro».
Ashley Lee de Los Angeles Times describió la escena revisada como un «reconocimiento más explícito del romance gay de Albus y Scorpius». En una reseña de la producción acortada, Joey Sims de Theatrely escribe que la obra «ahora coloca ansiosamente la historia de amor de Albus y Scorpius en su centro, sin timidez ni vergüenza» y que «parece correcto que Albus y Scorpius, al final de esta historia, hayan alcanzado una comprensión de cuán importantes son el uno para el otro sin comprender aún completamente lo que eso significa». Tom Beasley de The Digital Fix, quien argumentó que la «cercanía de su vínculo y su lealtad mutua por encima de todo es el núcleo de la obra, incluso más que las luchas de Harry por ser un buen padre cuando nunca conoció al suyo», llamó a la escena recién ampliada un «momento hermoso y sutil en el que padre e hijo reconocen la profundidad de la conexión entre Albus y Scorpius».